# Bel-Ami (film, 1919)
Pour les articles homonymes, voir Bel-Ami (homonymie).
Pour plus de détails, voir Fiche technique et Distribution.
Bel ami est un film dramatique italien écrit et réalisé par Augusto Genina sorti en 1919, adapté du roman de Guy de Maupassant de 1885.

## Fiche technique
- Titre original : Bel ami
- Réalisation : Augusto Genina
- Scénario : Augusto Genina, d'après le roman Bel-Ami de Guy de Maupassant
- Photographie :
- Montage :
- Musique :
- Pays de production : Italie
- Langue originale : muet
- Format : noir et blanc
- Genre : drame
- Durée :
- Dates de sortie :  
  - Italie : 1919